# 梅塞尔雀鳝属
梅塞尔雀鳝属（学名：Masillosteus，由“Masilla” (“Messel”的拉丁语拼写方式) 和“osteon ”（希腊语中意为“骨骼”）组合而成）是一类已灭绝的雀鳝，它们生存于始新世中晚期（约50—45百万年前）的欧洲和北美洲。

## 描述
梅塞尔雀鳝属虽然与现生雀鳝（雀鳝属和大雀鳝属）密切相关，但有着独特的外观。相比于下颚细长、牙齿锋利的现生雀鳝，梅塞尔雀鳝属的下颚非常短而且结实，还长着适合压碎硬壳的臼齿。梅塞尔雀鳝属的身体通常也比现代近亲们的更紧凑、更健壮，但与后者一样，它们的体表也覆盖着菱形硬鳞。梅塞尔雀鳝属的体长可超过一米。

## 古生态学
北美洲的梅塞尔雀鳝属化石发现于一个盛产蜗牛、虾和双壳类动物的地区。与这些带壳无脊椎动物生存于同一地区，而且拥有适合压碎甲壳的坚固牙齿，这表明梅塞尔雀鳝属以这些带壳无脊椎动物为食。它们与圆尾鱼属（Cyclurus）有着相同的生态位，圆尾鱼属是一类形似现生弓鳍鱼的鱼类，在绿河组和梅塞尔地区均有发现。

## 分类
梅塞尔雀鳝属包含两个物种：最早被描述的是模式种科勒梅塞尔雀鳝（Masillosteus kelleri），发现于德国著名的梅塞尔坑，由米克利希（Micklich）和卡尔帕特（Klappert）于2001年描述；后来，在2010 年，兰斯·格兰德（Lance Grande）描述了发现于怀俄明州绿河组的第二个物种简氏梅塞尔雀鳝（Masillosteus janeae）。梅塞尔雀鳝属被认为是雀鳝科中一个较为特化的代表性分类群，最初认为它们属于大雀鳝属。

## 脚注
1. ↑  .   [2022-04-04]. （原始内容存档于2021-12-12）.